# Qi Baishi
Qi Baishi (齊白石T, 齐白石S, Qí BáishíP); Xiangtan, 1º gennaio 1864 – Pechino, 16 settembre 1957) è stato un pittore cinese.

## Biografia

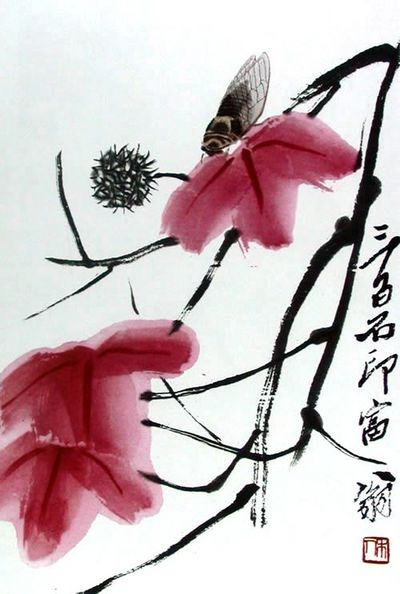
Dipinto di Qi Baishi, dove si reincarna lo spirito di Zhu Da

Nacque nella provincia dello Hunan, in una famiglia numerosa, composta da ben otto fratelli, e di umile origine contadina.
Dopo un brevissimo corso di studio, Baishi divenne artigiano all'età di 14 anni e imparò come autodidatta a dipingere utilizzando varie tecniche, e prendendo come modello gli esempi provenienti dalla tradizione Ming (ad esempio Xu Wei) e Qing (Bada Shanren, Zhū Dā e Shitao).
Di questi modelli antichi, Baishi valorizzò soprattutto l'aspetto romantico e lirico e l'attenzione sugli umili e semplici oggetti quotidiani lavorativi.
Dopo aver raggiunto la quarantina, incominciò una serie di viaggi attraverso la Cina in cerca di ispirazione.
Durante il suo soggiorno a Shanghai, venne a contatto con gli esponenti della locale scuola artistica, tra i quali Wu Changshuo che influenzò notevolmente le sue opere.
Dopo il 1917 risiedette in Pechino e nell'ultimo periodo di vita proseguì il suo cammino evolutivo artistico, che lo ha reso uno dei più apprezzati in patria ed in Occidente.
Nel 1953 venne eletto presidente dell'Associazione di artisti cinesi.
Morì a Pechino nel 1957 all'età di 93 anni.
I soggetti dei suoi dipinti inclusero animali, vegetali, scenari, figure. Significativi furono i paesaggi, come il Paesaggio primaverile e l'Albero di banane, conservati nei musei di Pechino, caratterizzati da raffigurazioni di alberi allungati, per suggerire il silenzio e lo spazio della natura, oltre a foglie smaterializzate.
Il pittore dimostrò la sua profonda passione per il mondo animale, descritto con il tipico realismo di impronta cinese e quindi impreziosito di sensibilità, di una delicata variabilità di colori, di una flessibile scelta dei punti di vista. Qi Baishi fu capace di cogliere l'essenza e l’anima della natura, rendendola più vivace, più elegante e più ricca di forza e del gusto della vita.
Per tutte queste sue caratteristiche, la sua arte è stata definita "intimismo naturalistico".
Nell'ultimo periodo di vita, i suoi paesaggi evidenziarono il desiderio dell'artista di introdursi nel mondo descritto per coglierne l'essenza e perdersi dentro una pace profonda.